# Barcelona Ladies Open 2009
Il Barcelona Ladies Open 2009 è stato un torneo di tennis giocato sulla terra rossa.
È stata la 3ª edizione del Barcelona Ladies Open, che fa parte della categoria International nell'ambito del WTA Tour 2009.
Si è giocato al David Lloyd Club Turó di Barcellona in Spagna, dal 13 al 19 aprile 2009.

## Campioni

### Singolare
Roberta Vinci ha battuto in finale  Marija Kirilenko, 6–0, 6–4.

### Doppio
Nuria Llagostera Vives /  María José Martínez Sánchez hanno battuto in finale  Sorana Cîrstea /  Andreja Klepač, 3–6, 6–2, 10–8.